# Никифорівка (Кропивницький район)
Ники́форівка —  село в Україні, у Гурівській сільській громаді Кропивницького району Кіровоградської області. Населення становить 71 осіб.

## Населення
Згідно з переписом УРСР 1989 року чисельність наявного населення села становила 15 осіб, з яких 8 чоловіків та 7 жінок.
За переписом населення України 2001 року в селі мешкало 75 осіб.

### Мова
Розподіл населення за рідною мовою за даними перепису 2001 року:
| Мова       | Відсоток |
| ---------- | -------- |
| українська | 71,83 %  |
| російська  | 28,17 %  |